# Mai-Phuong Kollath
Mai-Phuong Kollath (* 1963 in Hanoi, Vietnam) ist eine deutsch-vietnamesische Schauspielerin.

## Leben
1981 kam Mai-Phuong Kollath als Vertragsarbeiterin in die DDR nach Rostock, wo sie als Küchenhilfe im Hafen arbeitete. Im Stadtteil Rostock-Lichtenhagen wohnte sie mit Kollegen im „Sonnenblumenhaus“. 1988  bekam sie eine Tochter. Nach der politischen Wende eröffnete sie ein kleines Lokal und arbeitete in einer Kindertagesstätte. Von 1999 bis 2005 absolvierte sie ein Studium der Erziehungswissenschaften an der Universität Rostock.
Ab 2016 wurde Kollath zunehmend als Schauspielerin tätig. Sie spielte am Maxim Gorki Theater und der Berliner Schaubühne Theater. Seit 2019 spielt sie auch Rollen in Filmen, so in der Miniserie Club Las Piranias und der Fernsehserie Wir. Im Jahr 2024 spielte sie eine Episodenhauptrolle im Tatort: Am Tag der wandernden Seelen.

## Gesellschaftliches Engagement
Kollath arbeitete im deutsch-vietnamesischen Verein „Dien-Hong“ und wurde später dessen stellvertretende Geschäftsführerin. Von 2006 bis 2010 nahm sie als einzige Migrantin vietnamesischer Herkunft an mehreren Integrationsgipfeln an der Seite von Bundeskanzlerin Angela Merkel im Kanzleramt teil und konnte aktiv an der Erstellung des Nationalen Integrationsplans für Deutschland mitwirken. Sie war stellvertretende Vorsitzende des Bundeszuwanderungs- und Integrationsrates und Sprecherin des Netzwerks der Migrantenorganisationen in Mecklenburg-Vorpommern.

## Filmografie
- 2019: Jackfruit (Kurzfilm)
- 2021: Echt (TV-Serie)
- 2021: Stinkfrucht (Kurzfilm)
- 2021: Tamara (Kinofilm)
- 2022: Nackt über Berlin (Miniserie)
- 2022: Retoure (TV-Serie)
- 2023: Made in Germany (TV-Serie)
- 2023: Wir (TV-Serie)
- 2023: Wer wir sind (TV-Serie)
- 2023: Club Las Piranjas (TV-Serie)
- 2024: Tatort: Am Tag der wandernden Seelen (TV-Movie)
- 2024: Kanzlei Liebling Kreuzberg (TV-Movie)
- 2025: Gerry Star (TV-Serie)
- 2025: Krank Berlin (TV-Serie)
- 2025: Mädchen Mädchen (Kinofilm)